# Pawel Jurjewitsch Kusin
Pawel Jurjewitsch Kusin (russisch Павел Юрьевич Кузин, wiss. Transliteration Pavel Jur'evič Kuzin; * 25. Oktober 1973) ist ein russischer Schauspieler.

## Leben
Kusin wurde am 25. Oktober 1973 geboren. Mitte der 2000er verkörperte er in den Spielfilmen Der Stern des Soldaten und Pakt der Bestien – The Sovereign’s Servant ranghohe Soldaten. 2010 stellte er in der Fernsehserie Mech in einer Episode einen Polizisten dar. 2015 wirkte er in der Fernsehserie The Baloon Will Come Back in einer wiederkehrenden Rolle mit. 2017 erhielt er unter anderem Rollen in der Filmproduktion Guardians und der Miniserie Chistoserdechnoe priznanie. Von 2021 bis 2024 spielte er in der Fernsehserie Survived mit. 2023 war er in der US-amerikanischen Filmproduktion Battle of the Atlantic – America vs Russia in der Rolle des Antagonisten Aleksander Borowsk zu sehen.

## Filmografie (Auswahl)
- 2006: Der Stern des Soldaten (L'étoile du soldat)
- 2007: Pakt der Bestien – The Sovereign’s Servant (Слуга государев/Sluga gossudarew)
- 2009: General Delivery Love (Любовь до востребования/Lyubov' do vostrebovaniya)
- 2010: Mech (Меч/Mech, Fernsehserie, Episode 1x15)
- 2012: Put w nebo... (Kurzfilm)
- 2013: Schenschtschiny na grani (Женщины на грани/Zhenshchiny na grani, Fernsehserie, Episode 1x15)
- 2015: The Baloon Will Come Back (И шарик вернется/I scharik wernjotsja, Fernsehserie, 8 Episoden)
- 2017: Guardians (Защитники/Saschtschitniki)
- 2017: Tschistoserdetschnoje prisnanie (Чистосердечное признание/Chistoserdechnoe priznanie, Miniserie)
- 2019: #SenjaFedja (#СеняФедя/#SenyaFedya, Fernsehserie, Episode 3x14)
- 2020: Schtschelkin – Godfather of the First Atomic Bomb
- 2021–2024: Survived (Выжившие/Wyschiwschije, Fernsehserie)
- 2023: Battle of the Atlantic – America vs Russia (Top Gunner: Battle of the Atlantic)